# Best Fashion Awards
Best Fashion Awards — щорічна нагорода за визначні досягнення в галузі модної індустрії України.

## Історія
Премію започатковано 2010 року Ukrainian Fashion Week та журналом «Zefir».
Першу церемонію нагородження було проведено 20 квітня 2010 року у Мистецькому Арсеналі. 2011-го року нагородження відбулося у квітні, 2012-го у вересні, 2013-го у травні. З 2014 року церемонії нагородження проходять восени.

## Опис
За роки свого існування BFA перетворилася на основний інструмент об'єктивного визначення лідерів української модної індустрії. Премія надала можливість продемонструвати належну шану впливовим діячам української моди, чий внесок в розбудову національної fashion-індустрії складно переоцінити.
Премія BFA визначається щорічно голосуванням групи експертів за результатами колекцій двох останніх сезонів. До складу експертної групи входять відомі журналісти, критики, байєри та лідери суспільної думки.
Для підбивання підсумків голосування організаторами запрошується юридична агенція. З 2017 року обробку протоколів експертів Премії та підрахунок голосів здійснює юридична компанія «Алєксєєв, Боярчуков та партнери» [Архівовано 5 травня 2020 у Wayback Machine.]. Вона й зберігає у таємниці результати голосування – до моменту їх оголошення зі сцени під час Церемонії.
У листопаді 2021 року відбудеться дванадцята премія Best Fashion Awards.
Цьогоріч премію вручать у шести традиційних та чотирьох нових номінаціях.
Номінації Best Fashion Awards:
- The Discovery of the Year
- The Support of Emerging Designers
- The Best Accessories Designer
- Saving Traditions of Artisanal Craft
- Sustainable Fashion (supported by DHL Express)
- Social Responsibility Award
- The Breakthrough of the Year
- The Best Fashion Innovation
- The Best Menswear Designer
- The Best Womenswear Designer
Також вже втретє під час церемонії Best Fashion Awards вручать нагороду у спеціальній номінації Cruelty-free fashion від гуманістичного руху UAnimals.

## Лауреати

### Найкращий дизайнер жіночого одягу
| 2010 | Лілія Пустовіт (Poustovit)                        |
| 2011 | Лілія Літковська(Litkovskaya)                     |
| 2012 | Наталя Каменська / Олеся Кононова (Lake Studio)   |
| 2013 | Світлана Бевза (Bevza)                            |
| 2014 | Лілія Літковська(Litkovskaya)                     |
| 2015 | Лілія Літковська(Litkovskaya)                     |
| 2016 | Олеся Кононова / Анастасія Рябоконь (Lake Studio) |
| 2017 | Олена Рева (Elenareva)                            |
| 2018 | Артем Климчук (Artemklimchuk)                     |
| 2019 | Світлана Бевза (Bevza)                            |
| 2020 | Христина Бобкова (Bobkova)                        |
| 2021 | Катя Сільченко (The Coat by Katya Silchenko)      |

### Найкращий дизайнер чоловічого одягу
| 2010 | Віктор Анісімов (Viktoranisimov)                 |
| 2011 | Віктор Анісімов (Viktoranisimov)                 |
| 2012 | Віктор Анісімов (Viktoranisimov)                 |
| 2013 | Артем Клімчук (Artemklimchuk)                    |
| 2014 | Олександр Каневський (Sasha.Kanevski)            |
| 2015 | Олександр Каневський (Sasha.Kanevski)            |
| 2016 | Олександр Каневський (Sasha.Kanevski)            |
| 2017 | Олександр Каневський (Sasha.Kanevski)            |
| 2019 | Артем Климчук (Artemklimchuk)                    |
| 2020 | Ксенія Шнайдер / Антон Шнайдер (Kseniaschnaider) |
| 2021 | Ксенія Шнайдер / Антон Шнайдер (Kseniaschnaider) |

### Найкращий дизайнер аксесуарів
| 2010 | Ірина Каравай (Iryna Karavay)                     |
| 2011 | Ірина Каравай (Iryna Karavay)                     |
| 2012 | Наталя Каменська / Олеся Кононова (Lake Studio)   |
| 2013 | Наталя Каменська / Олеся Кононова (Lake Studio)   |
| 2014 | Наталя Каменська / Олеся Кононова (Lake Studio)   |
| 2015 | Олеся Кононова (Lake Studio)                      |
| 2016 | Олеся Кононова / Анастасія Рябоконь (Lake Studio) |
| 2017 | Руслан Багінський (Ruslan Baginskiy)              |
| 2018 | Руслан Багінський (Ruslan Baginskiy)              |
| 2019 | Руслан Багінський (Ruslan Baginskiy)              |
| 2020 | Руслан Багінський (Ruslan Baginskiy)              |
| 2021 | Валерія Гузема (Guzema Fine Jewelry)              |

### Найкраща fashion-постановка
| 2010 | Лілія Літковська (Litkovskaya)                    |
| 2011 | Олексій Залевський (Zalevskiy)                    |
| 2012 | Володимир Подолян (Podolyan)                      |
| 2013 | Володимир Подолян (Podolyan)                      |
| 2014 | Володимир Подолян (Podolyan)                      |
| 2015 | Іван Фролов (Frolov)                              |
| 2016 | Іван Фролов (Frolov)                              |
| 2017 | Іван Фролов (Frolov)                              |
| 2018 | Іван Фролов (Frolov)                              |
| 2019 | Іван Фролов (Frolov)                              |
| 2020 | Олеся Кононова / Анастасія Рябоконь (Lake Studio) |

### «Відкриття року»
| 2010 | Олександр Каневський (Sasha.Kanevski)             |
| 2011 | Артем Клімчук (Artemklimchuk)                     |
| 2012 | Марія Бех (Bekh)                                  |
| 2013 | Ксенія Кірєєва (Ksenia Kireeva)                   |
| 2014 | Іван Фролов (Frolov)                              |
| 2015 | Яна Червінська (Yana Chervinska)                  |
| 2016 | Вікторія Баланюк (Flow the Label)                 |
| 2017 | Катя Сільченко (The Coat by Katya Silchenko)      |
| 2018 | Юлія Богдан (Six)                                 |
| 2019 | Дафна Майберг (Dafna May)                         |
| 2020 | Наталя Каменська / Марія Гаврилюк (Gunia Project) |
| 2021 | Юлія Пеліпас (Bettter)                            |

### «Прорив року»
| 2015 | Віта Кін (Vyshyvanka by Vita Kin)         |
| 2016 | Іван Фролов (Frolov)                      |
| 2017 | Дмитро Євенко (Ienki Ienki)               |
| 2018 | Руслан Багінський (Ruslan Baginskiy)      |
| 2019 | Ксенія та Антон Шнайдер (Kseniaschnaider) |
| 2020 | Іван Фролов (Frolov)                      |
| 2021 | Руслан Багінський (Ruslan Baginskiy)      |

### «Бізнес прорив»
| 2017 | Андре Тан (a.Tan) |

### За визначний внесок у розвиток української моди
| 2010 | Лілія Пустовіт    |
| 2011 | Ірина Данилевська |
| 2012 | Михайло Воронін   |
| 2013 | Софія Забуга      |
| 2014 | Катерина Осадча   |

### «Натхнення»
| 2010 | Олена Пінчук                  |
| 2011 | Софія Забуга                  |
| 2012 | Сусана 'Jamala' Джамаладінова |
| 2013 | Марія Єфросініна              |
| 2014 | Юлія Пеліпас                  |
| 2015 | Єлизавета Юрушева             |
| 2016 | Ася Мхітарян                  |
| 2017 | Поліна Неня                   |
| 2018 | Тетяна Рубан                  |
| 2019 | Уляна Бойко                   |

### Cruelty-free Fashion
Cruelty-free fashion — спеціальна номінація від гуманістичного руху UAnimals, запроваджена 2019 року. Партнером першого вручення премії стало світове об'єднання Fur Free Alliance, а до складу спеціального журі номінації увійшла кураторка альянсу Бріджит Оеле.
Нагорода вручається дизайнерам, що найповніше дотримуються етичних норм у роботі над власними колекціями. До складу журі, що визначає переможця, входять голова оргкомітету Ukrainian Fashion Week Ірина Данилевська та засновник UAnimals Олександр Тодорчук.
| 2019 | Ірина Джус (DZHUS)               |
| 2020 | Оксана Дево (DevoHome)           |
| 2021 | Світлана Сушилова (House Martin) |